# Рота (Кадіс)
Рота (ісп. Rota) — муніципалітет в Іспанії, у складі автономної спільноти Андалусія, у провінції Кадіс. Населення — 28 904 особи (2010).
Муніципалітет розташований на відстані близько 480 км на південний захід від Мадрида, 10 км на північний захід від Кадіса.
На території муніципалітету розташовані такі населені пункти: (дані про населення за 2010 рік)
- Ель-Берсіаль: 0 осіб
- Ла-Мата: 114 осіб
- Рінконес: 234 особи
- Рота: 28101 особа
- Лас-Бревас: 42 особи
- Мелонерас: 14 осіб
- Коста-Бальєна: 399 осіб

## Демографія
Динаміка населення (INE ):

## Уродженці
- Хосе Марія Мартін Бехарано-Серрано (*1987) — іспанський футболіст, півзахисник.

## Галерея зображень

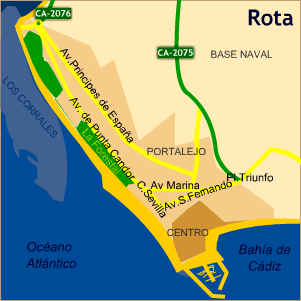
Рота, план міста
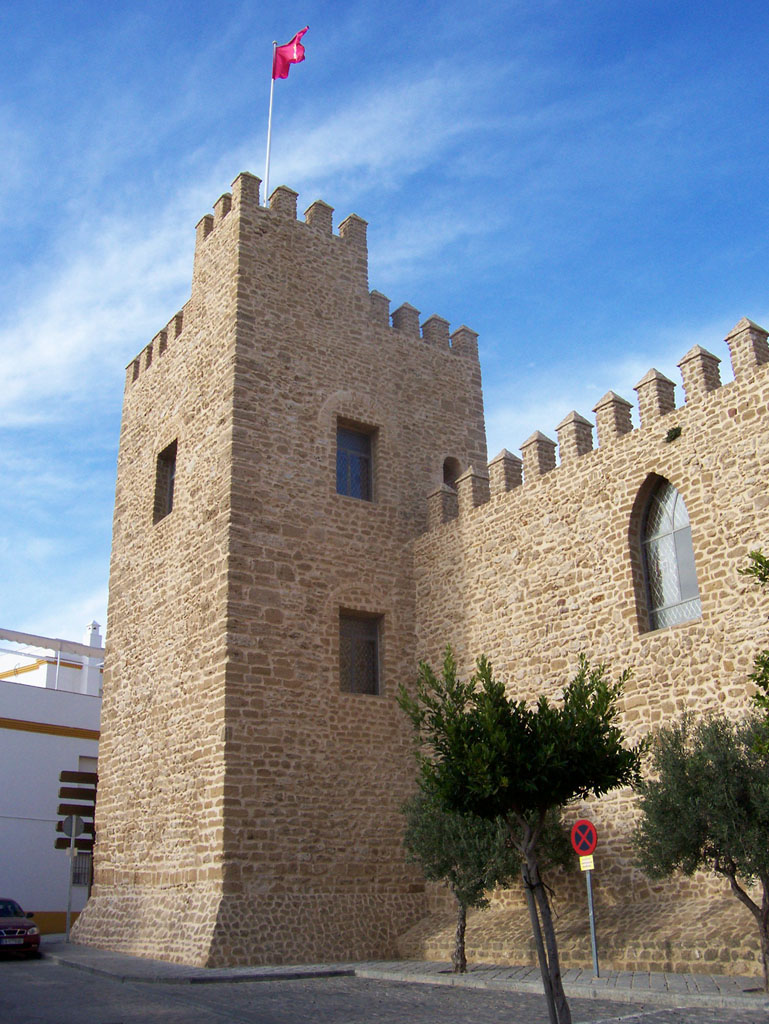
Кастільйо-де-Луна
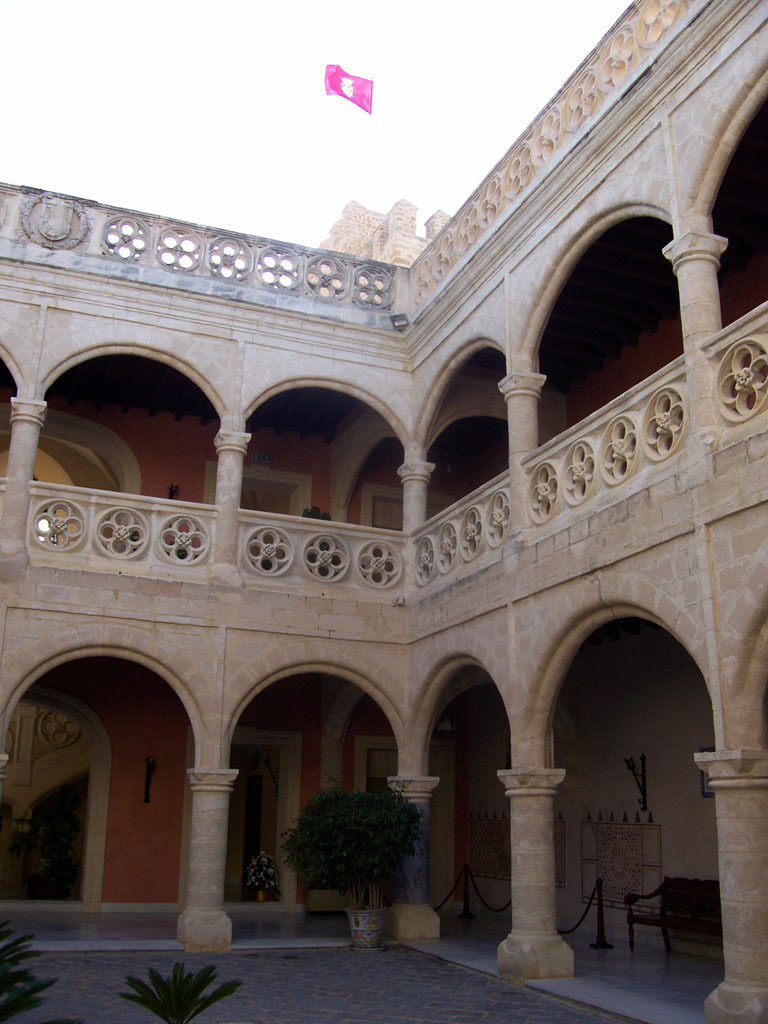
Кастільйо-де-Луна
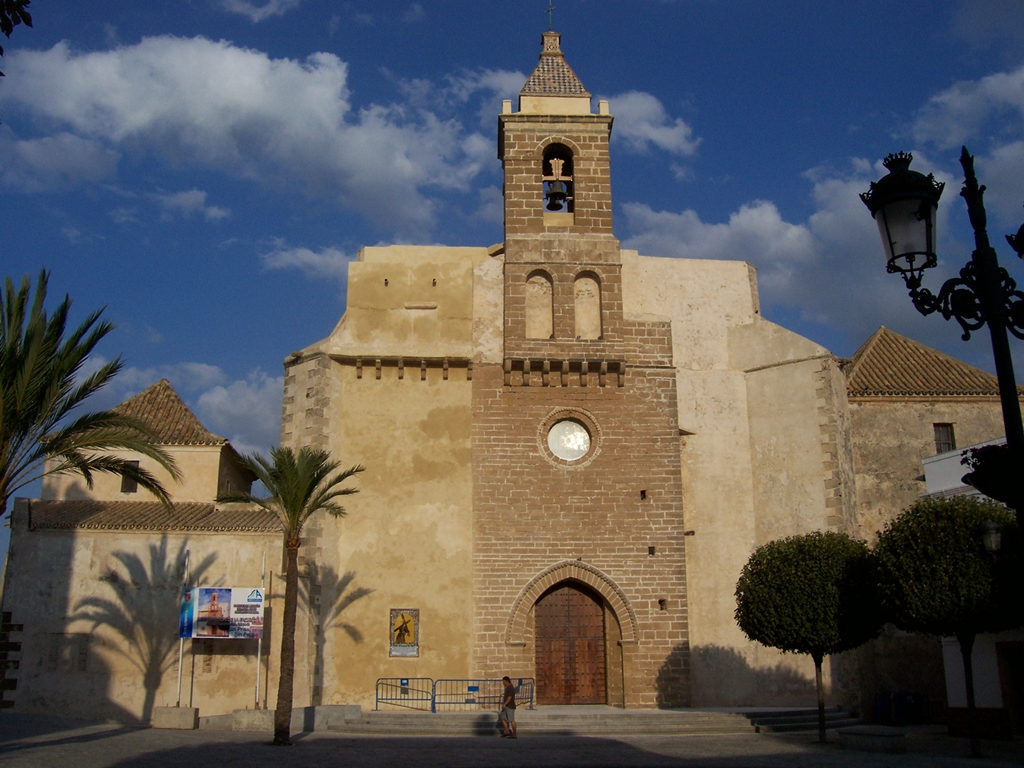
Парафіяльна церква Нуестра-Сеньйора-де-ла-О
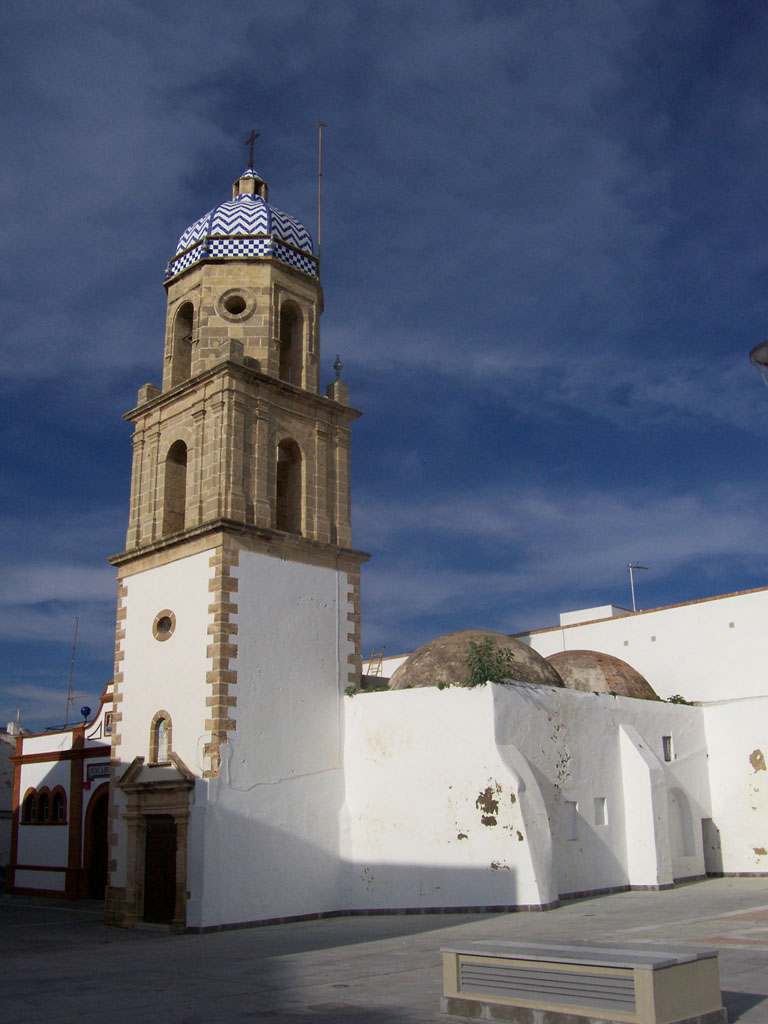
Дзвіниця монастиря Ла-Мерсед
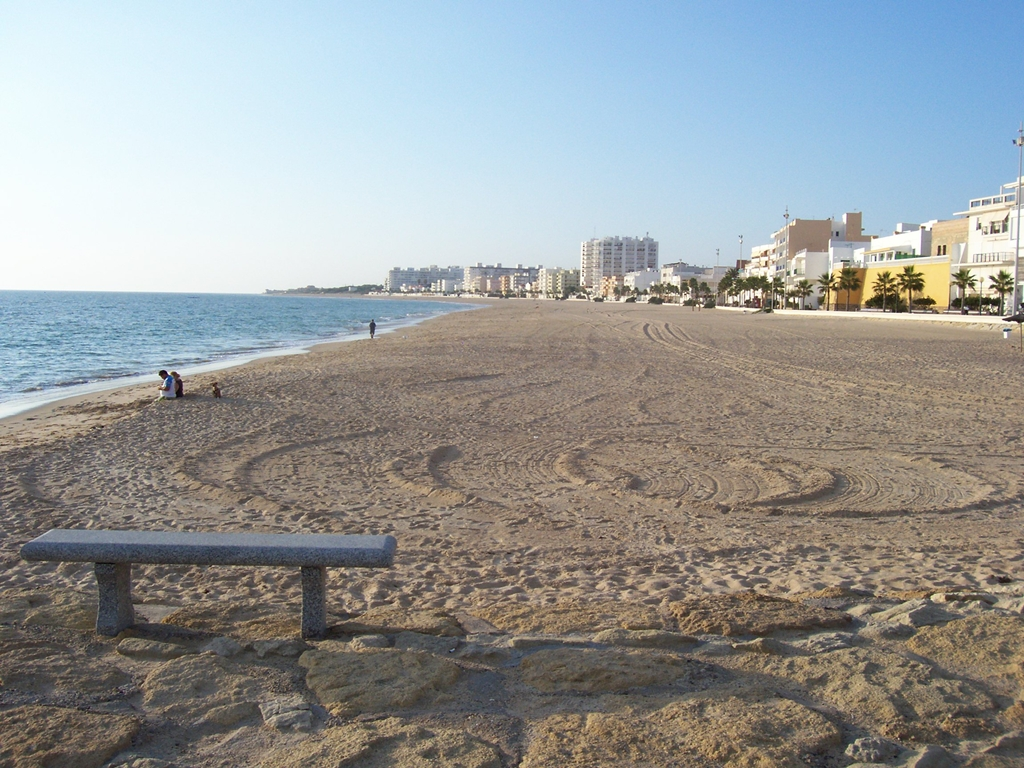
Пляж Ла-Костілья
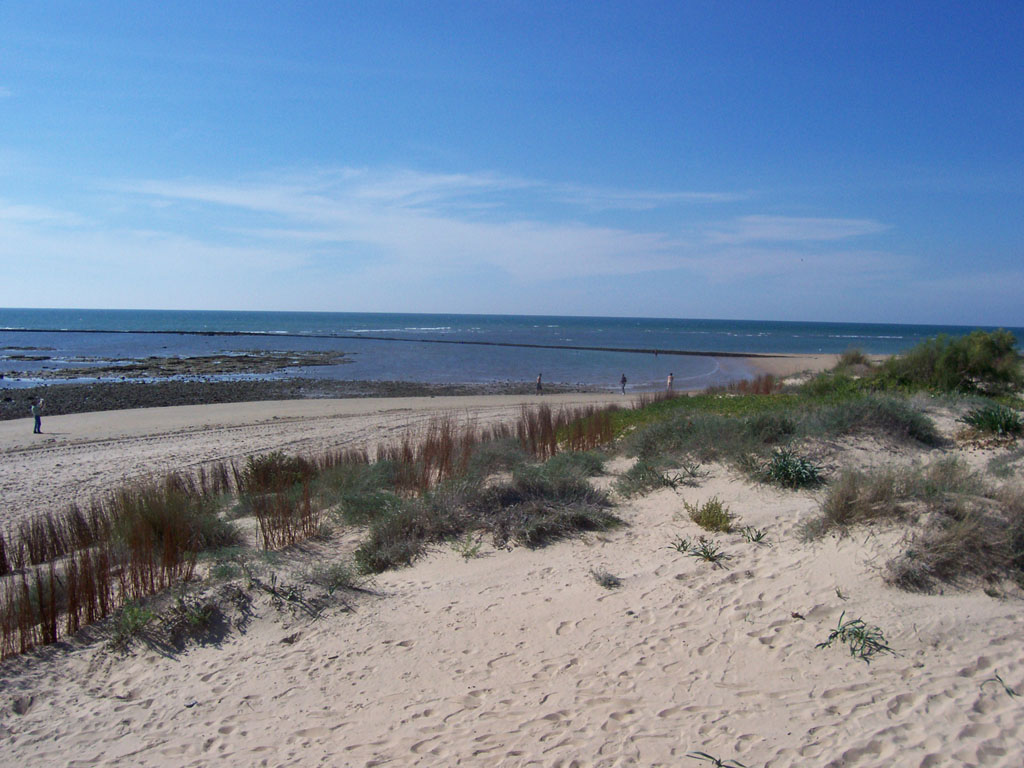
Пляж Пунта-Кандор
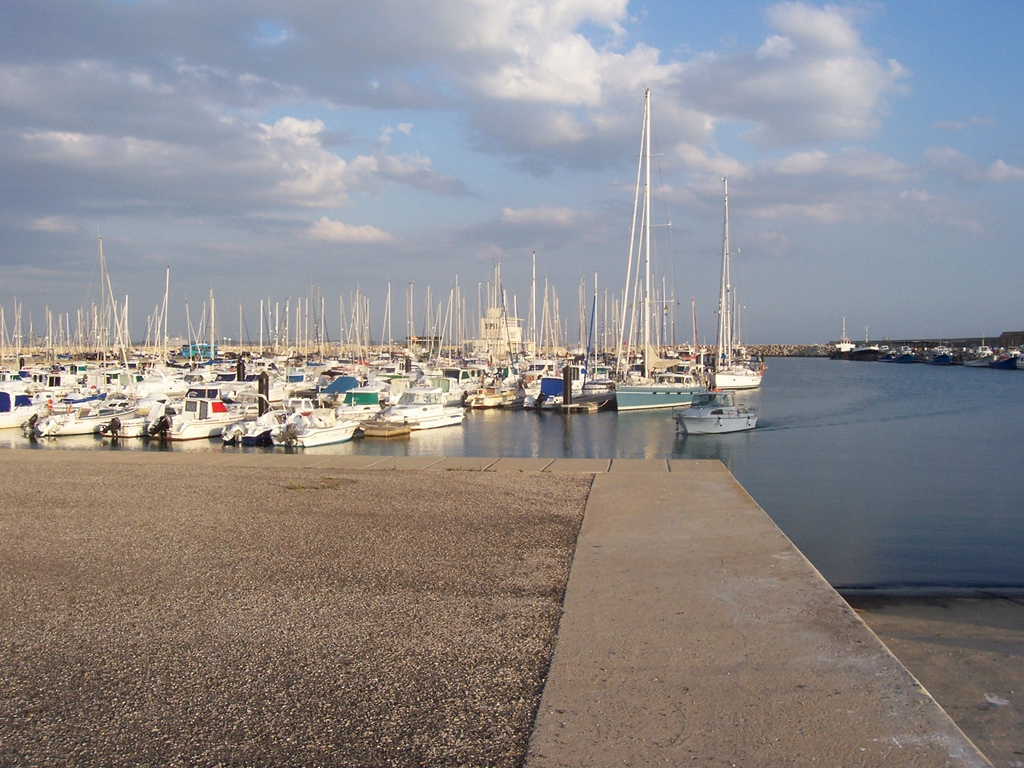
Порт міста Рота